# Покровська волость (Куп'янський повіт)
Покровська волость — історична адміністративно-територіальна одиниця Куп'янського повіту Харківської губернії з центром у слободі Покровська.
Станом на 1885 рік складалася з 21 поселення, 18 сільських громад. Населення — 9573 особи (4752 чоловічої статі та 4821 — жіночої), 1208 дворових господарств.
|                     | Площа, десятин | У тому числі орної, дес. |
| ------------------- | -------------- | ------------------------ |
| Сільських громад    | 16185          | 10573                    |
| Приватної власності | 15104          | 4837                     |
| Казенної власності  | 1280           | 400                      |
| Іншої власності     | 319            | 181                      |
| Загалом             | 32888          | 15991                    |

Поселення волості:
- Покровська (Гнила) — колишня державна слобода при річці Гнила Вершина за 45 верст від повітового міста, 4818 осіб, 601 дворове господарство, православна церква, молитовний будинок, 3 постоялих двори, 8 лавок, красильний завод, 6 ярмарки на рік. За 8 верст — паровий млин.
- Арапівка (Клепицьке) — колишнє державне село, 333 особи, 48 дворових господарств, православна церква, школа.
- Іллінка — колишнє державне село, 656 осіб, 83 дворових господарства.